# Bazilika sv. Lovre u Firenci
Bazilika sv. Lovre (tal. San Lorenzo) je jedna od većih firentinskih crkava poznata po svojoj renesansnoj unutrašnjosti i po kapelama, u kojima su pokopani članovi obitelji Medici.
San Lorenzo je tlocrtno tipična trobrodna bazilika latinskog križa s transeptom (poprečni brod). U transeptu bazilike se s lijeve i desne strane nalaze; Stara i Nova sakristija. U nastavku glavnog broda bazilike je kasnije dograđena Kapela vladara s oltarima, koja po svojim dimenzijama značajno odskače od ostalih prostora crkve, njena kupola nadvisuje sve ostale dijelove bazilike. Uz Baziliku San Lorenzo je samostan u kojem se nalazi knjižnica Medici-Laurenziana. San Lorenzo je bila prva firentinska ckva, izgrađena u novom, renesansnom stilu - uzor za kasnije gradnje, izgrađena po projektu Filippa Brunelleschija (Stara sakristija i preuređenje bazilike). Kasnije dogradnje - Nova sakristija i  knjižnica Medici-Laurenziana napravljene su po projektu Michelangela.

## Povijest gradnje San Lorenza
Na mjestu San Lorenza, stajala je starija crkva iz 4. stoljeća koja je kompletno obnovljena u romaničkom stilu u 11.  stoljeću, i posvećena  1059., nju su firentinci 1418. odlučili povećati i obnoviti po projektu tada mladog arhitekta Filippa Brunelleschija.Financijer je bio Giovanni di Bicci de' Medici a obnova je trebala započeti od transepta, koji je trebao zamijeniti stare romaničke apside, taj novi prostor trebao je postati mjesto za pokop Medicejaca - kasnije je nazvan Stara sakristija. Brunelleschi je nacrt napravio 1421. Gradnja je započela 1422.ali se preuređenje odužilo zbog ratova i nedostatka novca, nakon sedamnaest godina je Cosimo de' Medici preuzeo troškove izgradnje i dao 40.000 zlatnih florina, za nastavak granje, 1446.  je Brunelleschi umro, tako da je gradnju nastavio Antonio Manetti i dovršio 1448.
Kuriozum bazilike San Lorenzo je nedovršena glavna fasada, za koju je bilo jako puno nacrta (između ostalog projekt je napravio i Michelangelo koji je čak nabavio i potrebni kamen za gradnju, ali nikad dovoljno novaca - tako da je ostala nedovršena.  Jedino što je ipak izvedeno po Michelangelovom projektu su portal i galerija za smještaj relikvija koje je papa Klement VII. poklonio crkvi, izvedeni 1532. godine u unutrašnjosti na ulazu u baziliku. Uz crkvu je podignut zvonik  1741. po projektu Ferdinanda Ruggierija. 

### Izgled unutrašnjosti bazilike San Lorenzo
Brunelleschi je neobično spretno - gotovo naučno precizno iskombinirao stare romaničke elemente crkve, polukružne lukove, koje nose monolitni stupovi, s elementima iz klasične antike - korintski kapiteli, rebrasti pilastri, ukrasni vijenci. Harmonično je kombinirao kontrast između ukrasne plastike - koja je isklesana iz tamnog plavo-sivog mramora (pietra serena) i bjeline zidova. Glavni brod ima ravan kasetirani strop, ukrašen s četiri medičejska grba. Bočni brodovi imaju okrugle prozore, a glavni monofore koji crkvi daju dovoljno svijetla za pravi ugođaj oplemenjenog prostora.
U unutrašnjosti San Lorenza nalaze se brojne vrijedne umjetnine između ostalih:
- Dvije Donatellove propovjedaonice, koje stoje na jonskim stupovima s reljefima prizora iz Kristova života. Te propovjedaonice je Donatello počeo klesati u zadnjim godina svog života - tako da ih nije uspio dovršiti, već su to napravili njegovi učenici. Ta kiparska djela, karakteriziraju duboki reljefi koji potenciraju plastičnost likova.
- Tabernakul Desideria da Settignana iz 1461., kiparsko je djelo koje svojom kvalitetom stoji uz bok Donatellovim propovjedaonicama., - on je kasnije postao uzor koji su imitirali brojni kipari
- Oltarna slika Filippa Lippija Navještenje iz 1437.
- Marijino vjenčanje, slika manirističkog slikara Rossa Fiorentina iz 1523.

Na mramornom podu ispred glavnog oltara je polikromna inkrustacija - krug unutar kvadrata s medičejskim grbovima na uglovima - ta ploča označuje grobnicu Cosima Medicija koji je pokopan u kripti bazilike.
- Agnolo Bronzino, Martirij San Lorenza (detalj)
- Filippo Lippi Navještenje
- Rosso Fiorentino, Marijine zaruke
- Giovan Antonio Sogliani Raspeće sv. Akacija i njegovih drugova

#### Stara sakristija (Sagrestia Vecchia)
Obnova bazilike San Lorenzo započela je izgradnom Stare sakristije, za koji mnogi drže da je jedno od najvrednijih djela talijanske renesanse. To je zapravo kapela, jednostavnog tlocrta u obliku kocke, koje se u svom gornjem dijelu preko pandativa nastavlja u rebrastu kupolu. Brunelleschi je upotrijebio iste arhitektonske elemente, kao kod predgradnje glavnog broda, i tu je kombinirao kontrast između ukrasne plastike - koja je isklesana iz tamnog plavo-sivog mramora i bjeline zidova.
Kiparsku plastiku u Staroj sakristiji izveo je Donatello sa svojom radionicom, ukrasni gornji vijenac formiraju kerubini, u pendativ je smjestio višebojne okrugle reljefe s prizorima iz života sv. Ivana Evangelista. Izveo je oltar s čipkastom kamenom ogradom, brončana vrata s obje strane oltara s reljefima četrdeset mučenika i apostola iznad kojih su reljefi sv. Kuzme i sv. Damjana i sv. Stjepana i sv. Lovre.
U središtu kapele leži sarkofag u koji je pokopan - Giovanni Bicci Medici i njegove žene Picarde Bueri. Lijevo od ulaza leži elegantna grobnica Piera i njegova brata Giovannija koju je po narudžbi Lorenza Veličanstvenog isklesao  Andrea Verrocchio 1472.

#### Nova sakristija (Sagrestia Nuova)
Kardinal Giulio di Giuliano de' Medici je 1520. naručio projekt od Michelangela za izgradnju Nove sakristije (ahitektonski izgled i skulpture.). Michelangelo je u tlocrtu - slijedio u osnovi koncept Brunelleschijeve Stare sakristije, ali je pod kasetiranu kupolu ugradio i mezanin i tako dobio daleko višu prostoriju. Čitav prostor je harmonično podijelio na tamne i svijetle dijelove
Grobove je postavio na tri zida, na zidu nasuprot oltara su grobnice Lorenza Veličanstvenog i njegovog ubijenog brata Gulijana, a na bočnim zidivima grobovi Lorenzovog najmlađeg sina, - Giulijana Vojvode od Nemoursa i unuka Lorenza II. Vojvode od Urbina. 
Te dvije bočne grobnice je Michelangelo napravio sa sjedećim figurama pokojnika, ispod kojih su po dvije ležeće alegorične figure. Nakon 13 godina rada na tom projektu (1521. – 1534.), Michelangelo je napustio Firencu, tako da je ta kapela ostala nedovršena, kao i grobovi Lorenza i Gulijana koji su trebali dobiti puno više kipova. Ipak je uspio dovršiti kip Madonne Medici za oltar kapele.

#### Kapela vladara (Cappelle medicee)
Kapelu vladara osmislili su još Cosimo I. Medici i Giorgio Vasari sredinom 16.  stoljeća, ali se počela graditi tek 1605. za vladavine Ferdinanda I. po projektu Mattea Nigettija i brata Ferdinanda I. - Don Giovannija de' Medicija, kojima je pri realizaciji projekta pomagao Bernardo Buontalenti. To je velika osmerokutna dvorana s kupolom, koja je dograđena 1826. Unutrašnjost kapele je raskošno obučena u mramor (pod i zidovi), a u osam niša trebalo se nalaziti 8 grobnica Velikih vojvoda Toskane, na kraju su napravljena samo dva - ona od Ferdinanda I. i Ferdinanda II. koje je izveo Pietro Tacca između 1626. – 1642.
iz kombinacije skupocjenih kamena; jaspisa, perleta, lapisa, koralja. U ostalim nišama smjesteni su prazni sarkofazi (vojvode i njihova rodbina pokopani su u kripti kapele). Po projektu je u sredini kapele trebao biti Sveti grob iz Jeruzalema, ali kako nisu uspjeli doći do njega - odustali su od te ideje.
Unutrašnjost kupole je oslikao freskama 1828. – 1836. Pietro Benvenutti s biblijskim temama. Iza oltarne niše je ulaz u dvije manje prostorije u kojima se nalaze relikvije i crkvene dragocjenosti, među njima i islamski rukopisi iz 10. stoljeća iz zbirke Lorenza Veličanstvenog.

## Vanjske poveznice
|  | Zajednički poslužitelj ima još gradiva o temi Bazilika sv. Lovre u Firenci |

- Službene stranice Laurenziane  Arhivirana inačica izvorne stranice od 6. srpnja 2011. (Wayback Machine) (tal.), (engl.)
- La basilica sul sito del Museo di Storia della Scienza di Firenze (tal.)
- Il luoghi della Fede (tal.)